# 林安西
林安西（1942年2月—），四川成都人，著名化学工程专家林纪方之子。大连工学院数理力学系应用数学专业毕业，后来任职应用数学系教授。曾担任大连理工大学副校长（1984年－1991年）、校长（1991年－1995年）、校党委书记和校务委员会主任（1995年－2007年）。2006年4月任中国大连高级经理学院院长（副部级）。